# Salto Utiariti
O Salto Utiariti é uma queda d'água localizada no município de Campo Novo do Parecis, no estado de Mato Grosso, Brasil. Se encontra dentro de terras indígenas, a cerca de 96 km do centro da cidade. É formada pelo Rio Papagaio, que cai de 85 metros de desnível, formando as quedas. Uma curiosidade é que o poço formado pelas quedas tem o formato do Brasil.